# Огдон, Джон
Джон О́гдон (англ. John Ogdon; 27 января 1937, Мэнсфилд-Вудхаус, графство Ноттингемшир — 1 августа 1989, Лондон) — британский пианист и композитор.

## Биография
В 1945 году начал обучаться по классу фортепиано в Манчестерском музыкальном колледже. Увлёкшись впоследствии композицией, он вошёл в состав сообщества «Новая музыка Манчестера», куда также входили Харрисон Бёрдуистл, Питер Максвелл Дэвис, Александр Гёр и другие молодые музыканты. В этот период Огдон часто исполняет их музыку, а также свои собственные сочинения, совершенствуется как пианист под руководством Клода Биггса, Ричарда Холла, Майры Хесс и Эгона Петри.
Впервые он заявил о себе в 1958 году, когда, заменив заболевшего солиста на концерте в Ливерпуле, блестяще исполнил Второй фортепианный концерт Брамса. Через год впервые выступил с сольным концертом в Лондоне, продемонстрировав выдающееся мастерство и оригинальность творческих взглядов. В 1960 ему присуждены премии на конкурсах имени Бузони и имени Листа, но настоящее мировое признание пришло к нему в 1962, когда он выиграл Второй Конкурс имени Чайковского, разделив первую премию с Владимиром Ашкенази. Как отмечала обозревавшая конкурс Софья Хентова,

Огдон — музыкант с пылкой, богатой и оригинальной фантазией. Он слышит всё по-своему, освещая, как и Клайберн, давно известные сочинения новым светом. Каждая интонация полна живого смысла. Не сковывая себя заранее заданными схемами, он свободно творит на эстраде.

В 1960-е годы Огдон много концертировал, записывался и сочинял, однако в начале 1970-х у него начались проблемы со здоровьем, и в 1973 он был помещён в психиатрическую больницу Модсли в Лондоне с диагнозом «шизофрения». Во время пребывания в ней ему разрешалось несколько часов в день играть на рояле, чтобы поддерживать форму. Лишь в 1980 году Огдон смог вернуться на сцену, но налицо был явный творческий спад в его игре. Тем не менее, он сделал ряд выдающихся записей, среди которых выделяется масштабный цикл «Opus Clavicembalisticum» Кайхосрова Сорабджи (1988), уместившийся на четырёх компакт-дисках. Через несколько месяцев после завершения этой записи Огдон умер в Лондоне от воспаления лёгких.

## Творчество
Репертуар Огдона был очень обширен. Уже прославившись как выдающийся интерпретатор музыки классицизма и романтизма, он начал включать в свои концерты редко исполнявшиеся сочинения Алькана, Листа, Бузони, а также композиторов XX века, многие из которых в его исполнении прозвучали впервые. Столь широкому творческому кругозору помогала, в частности, способность пианиста почти мгновенно, «с листа» воспринимать текст произведения. Несмотря на отсутствие каких бы то ни было «лишних» движений при игре, исполнение Огдона отличалось огромными динамическими градациями, блестящей виртуозностью, жизненной силой. Помимо сольных выступлений Огдон также часто играл как камерный музыкант.
Композиторское наследие Огдона включает в себя более 200 произведений: оперы, кантаты, оркестровые, камерные и фортепианные сочинения и др. Большинство его рукописей хранятся в библиотеке Северного музыкального колледжа в Манчестере.

## В художественных произведениях
Дж. Огдон упоминается в советском фильме «Я шагаю по Москве» Г. Шпаликова и Г. Данелии. Сцена, где главные герои заигрывают с продавщицей грампластинок, у которой покупатель спрашивает пластинку «Огдона, англичанина с бородой».